# Magnésia
Magnésia (em grego: Μαγνησία, transl. Magnissía) é uma unidade regional da Grécia, localizada na região da Tessália. A Sua capital é a cidade de Vólos.
Magnésia, em grego antigo, significa "lugar de pedras mágicas" pois nesse lugar encontram-se fontes naturais de magnetita que "magicamente" se atraíam.